# سارة حسن (ممثلة)
سارة حسن (بالإنجليزية: Sarah Hassan) هي ممثلة كينية، ولدت في 5 سبتمبر 1988 في مومباسا في كينيا.

## وصلات خارجية
- سارة حسن على موقع IMDb (الإنجليزية)